# ヴァルキリエン (防護巡洋艦)
| 写真はヴァルキリエン | |
| 艦歴                 | |
| 発注                 | コペンハーゲン海軍造船所 |
| 起工                 | 1886年10月27日 |
| 進水                 | 1888年8月9日 |
| 就役                 | 1890年 |
| 退役                 | 1923年 |
| その後               | 同年解体処分 |
| 除籍                 | 1923年10月5日 |
| 前級                 | フェン |
| 次級                 | ヘクラ級 |
| 性能諸元             | |
| 排水量               | 常備：3,020トン |
| 全長                 | 85.8m 81.28m（水線長） |
| 全幅                 | 13.23m |
| 吃水                 | 5.54m |
| 機関                 | 形式不明石炭専焼缶-基 +レシプロ機関2基2軸推進 |
| 最大出力             | 5,300hp |
| 最大速力             | 17.5ノット |
| 航続距離             | 10ノット/3,900海里（石炭：488トン） |
| 乗員                 | 309名 |
| 兵装                 | クルップ 21cm（35口径）単装砲2基 クルップ 15cm（35口径）単装砲6基 ボフォース 1889年型 5.7cm（55口径）単装砲4基 オチキス 37mm回転式機砲8基 8mm機銃2丁 38cm水中魚雷発射管単装5基（1919年：15cm（50口径）単装速射砲2基 7.5cm（-口径）単装砲6基 ボフォース 1889年型 5.7cm（55口径）単装砲2基 オチキス 37mm回転式機砲2基 38cm水中魚雷発射管単装3基） |
| 装甲                 | 甲板：64mm（主甲板） |

ヴァルキリエン (HDMS Valkyrien) は、デンマーク海軍が建造した防護巡洋艦である。本艦の設計を元にして「ヘクラ級」が建造された。

## 概要
本艦はデンマーク海軍が自国の沿岸警備のために造り上げた防護巡洋艦である。本艦の基本構造は同時期のイギリス海軍の輸出型巡洋艦であるエルジック・クルーザーの様式と酷似している。同時期の艦として世界初の防護巡洋艦「エスメラルダ」（後の日本海軍「和泉」）や日本海軍の「浪速型」、オーストリア＝ハンガリー帝国海軍「カイザー・フランツ・ヨーゼフ1世級」などが挙げられる。

## 艦形
本艦は平甲板型船体上に2本のマストと一本煙突を持つ防護巡洋艦としてデンマークはコペンハーゲン海軍造船所で建造された。艦首水面下に突き立った衝角を持つ。主甲板部に最大厚64mmの装甲が貼られた。艦首甲板上にから主砲塔として装甲カバーの付いた露砲塔に収められた21cm単装砲が1基、頂上部に見張り所を持つ単脚式の前檣の後ろに、左右に船橋を持つ箱型の艦橋があり、その後部に1本煙突が立つ。煙突の後部は艦載艇置き場となっており、片舷1組のボート・ダビットにより運用される。その背後に前檣と同じ様式の単脚式の後檣、そこから一段下がって後ろ向きの21cm単装砲の順である。副砲の15cm単装砲は単装砲架に防盾を付けられ、舷側甲板上に前檣と後檣と船体中央部の3箇所に、半円形の砲郭を設けて片舷3基ずつの計6基装備した。